# América FC (SC)
Der América Futebol Clube, kurz AFC oder América-SC, ist ein brasilianischer Fußballverein aus Joinville im Bundesstaat Santa Catarina. Der Verein hat Namen, Emblem und Farben des America FC aus Rio de Janeiro adaptiert.

## Geschichte
Der Verein wurde in einem Kino gegenüber der Kathedrale São Francisco Xavier an der Rua do Príncipe gegründet. 1942 hat er als Gastgeber in Joinville die erste internationale Begegnung in Santa Catarina gegen den Club Libertad aus Paraguay gespielt, die er mit 1:6 verlor. Zum 35. Jubiläum hat der AFC am 17. Juli 1949 den SK Rapid Wien zu einem Freundschaftsspiel empfangen und damit auch die erste Partie gegen einen europäischen Club in Santa Catarina gespielt, die er gleichfalls mit 3:5 verloren hat.
Nach dem Gewinn der fünften Staatsmeisterschaft 1971 hatte der Verein mit wirtschaftlichen Problemen zu kämpfen, die Schwierigkeiten bei der Lizenzvergabe zur Folge hatten. Die Situation mündete 1976 in der Fusionierung seiner Profifußballabteilung mit der des ebenfalls angeschlagenen Lokalrivalen Caxias FC zur Gründung des Joinville Esporte Clube, dem heute führenden Verein in Joinville. Der América FC ist erst zur Mitte der 1980er Jahre mit einer neu aufgestellten Amateurmannschaft in den Fußballbetrieb zurückgekehrt und gehört heute zu den etablierten Amateurteams in Joinville.

## Erfolge
- Staatsmeister von Santa Catarina: 1947, 1948, 1951, 1952, 1971

## Bekannte Spieler
- Antônio Nunes „Lico“ (1970–1972; in den 1980ern erfolgreich bei CR Flamengo)